# Möllendorff (Adelsgeschlecht, Leuchterwappen)

Wappen derer von Möllendorff (Leuchterwappen)

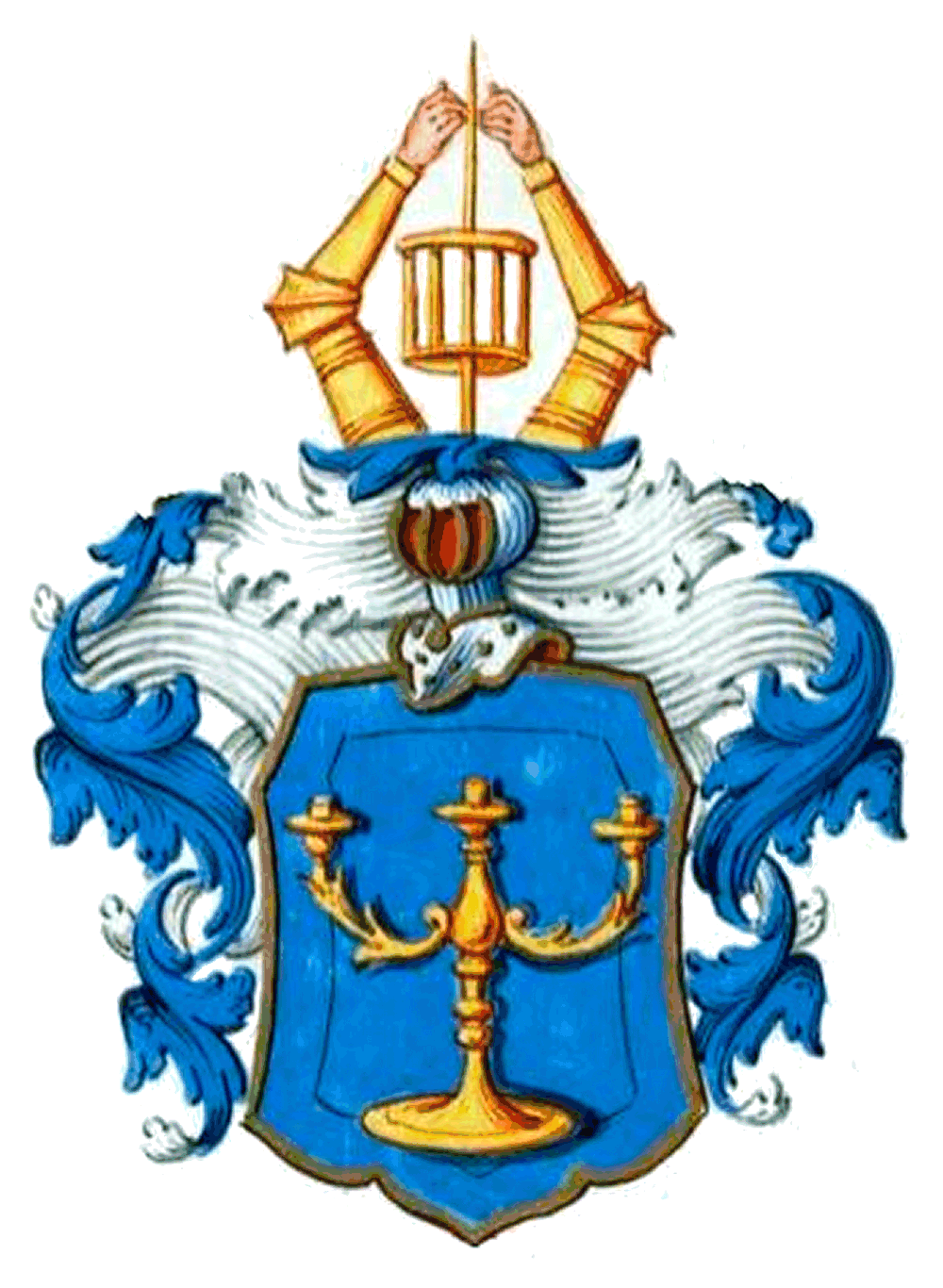
Wappen derer von Möllendorff (Leuchterwappen). Auf manchen alten Darstellungen mit dieser Tingierung

Möllendorff (auch Moellendorff oder Möllendorf) ist der Name eines alten Adelsgeschlechtes aus der Altmark. Das Geschlecht ist eines Stammes mit denen von Krusemark.
Eine weitere Familie von Möllendorff mit dem gleichen Stammhaus bei Osterburg, jedoch mit einem anderen Wappen, dem „Spitzenwappen“ (stammes- und wappenverwandt mit denen von Königsmarck, von Beust und von Rohr) ist ausgestorben.

## Geschichte

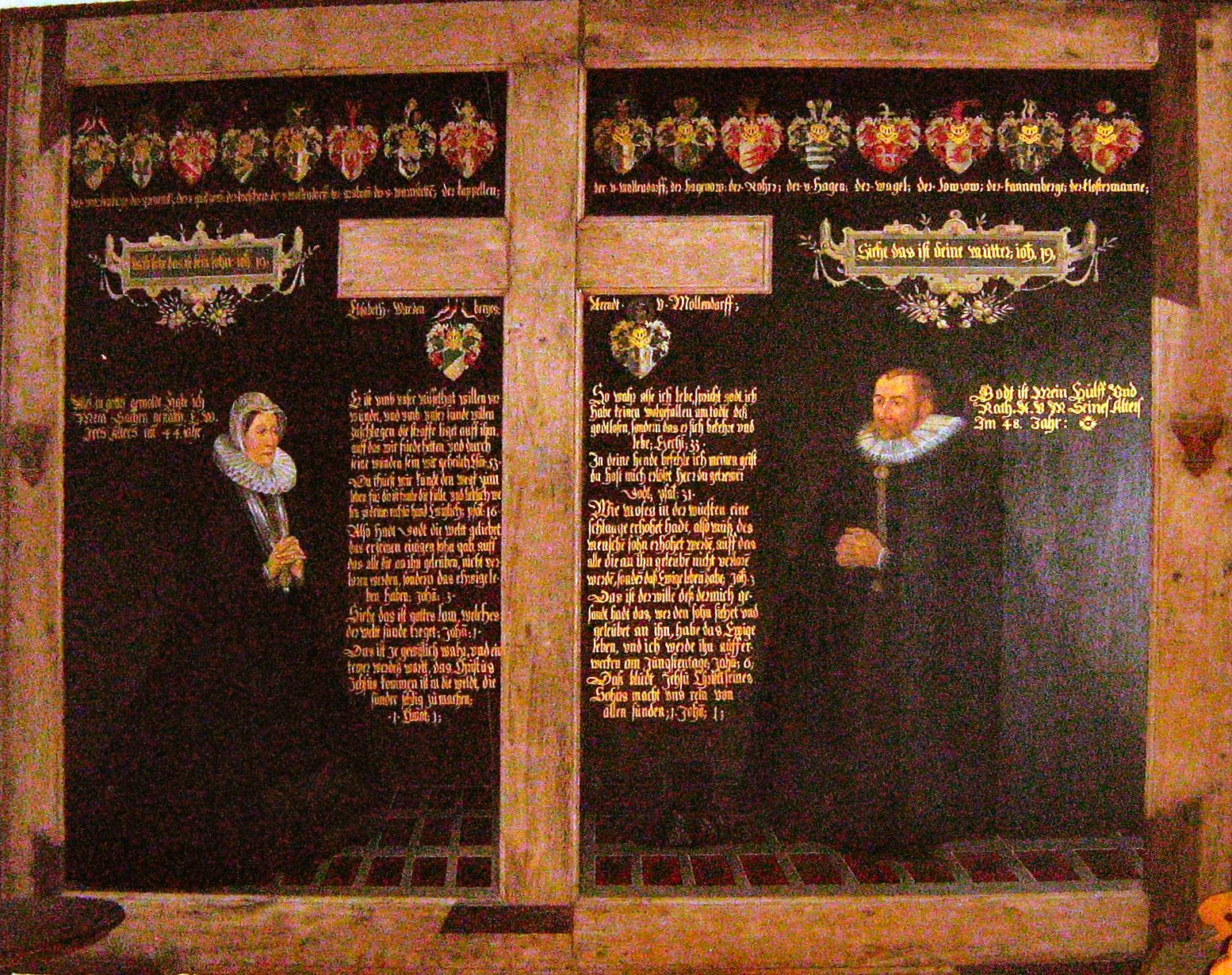
Holzepitaph (etwa 1630) Arndt von Möllendorff auf Dargelütz mit seiner Gemahlin Elisabeth von Wardenberg in der Dorfkirche Dargelütz (jetzt im Freilichtmuseum Klockenhagen)

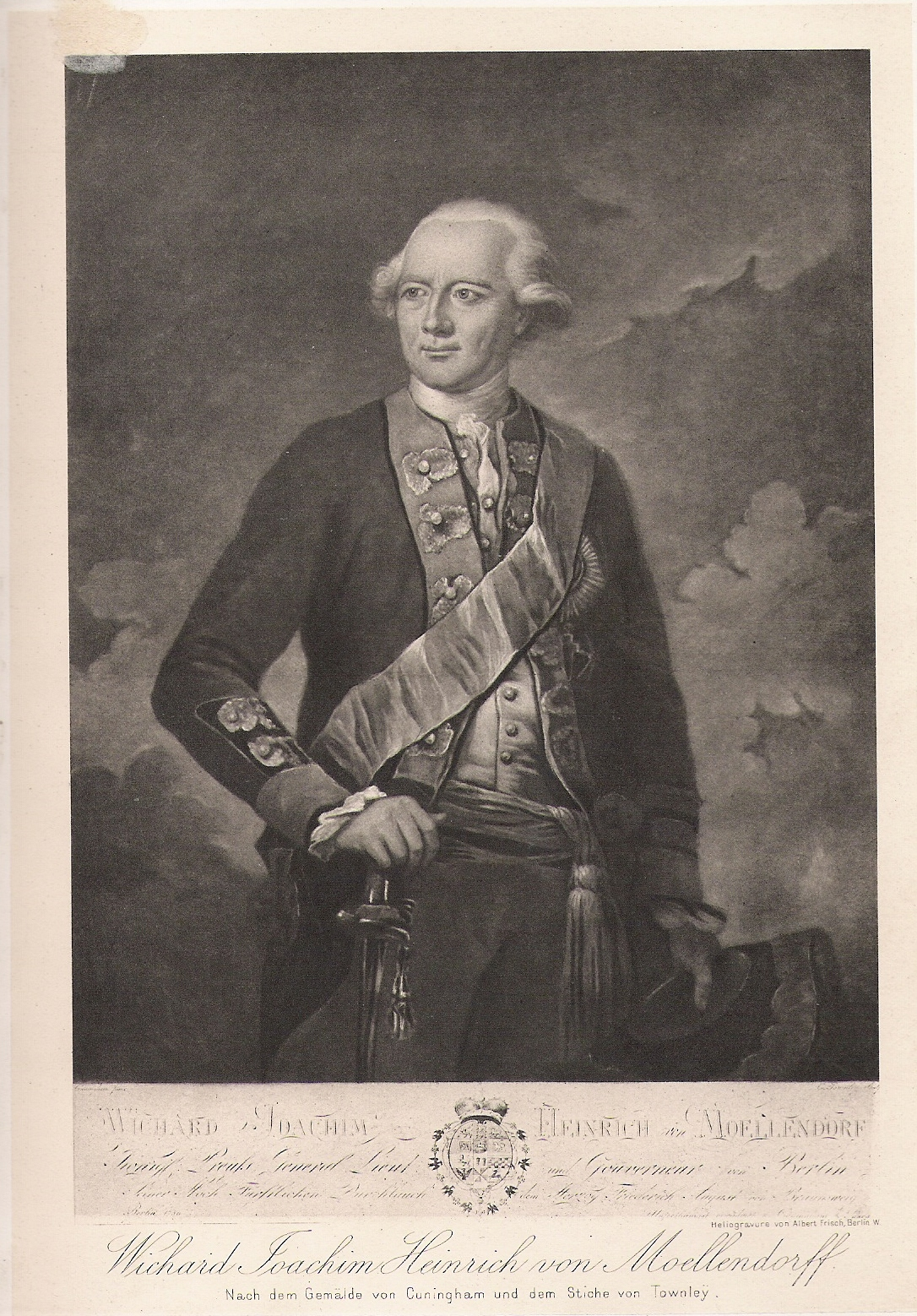
Wichard von Möllendorff (1724–1816)

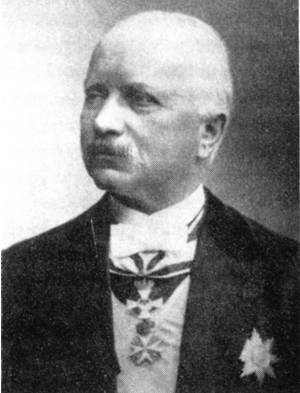
Hugo von Wilamowitz-Moellendorff (1840–1905)

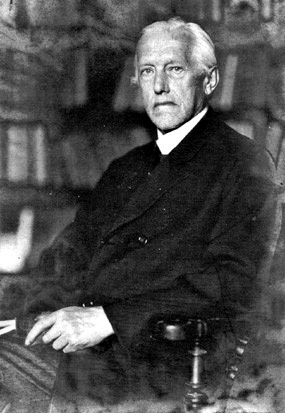
Ulrich von Wilamowitz-Moellendorff (1848–1931)

### Ursprung
Als Stammort der Familie gilt Möllendorf, heute ein Ortsteil der Gemeinde Goldbeck bei Osterburg. Das Geschlecht wird erstmals urkundlich im Jahr 1341 mit Goske, Gerhard und Otto von Mollendorf erwähnt. Die älteste Stammreihe beginnt 1476 mit Kurt von Moellendorff auf Gadow.

### Ausbreitung und Besitzungen
Die ältesten nachgewiesenen Besitzungen der Familie liegen nicht in der Altmark, sondern in der Prignitz: Krampfer (heute Ortsteil von Plattenburg) 1413, Wentdorf 1421, Garz und Brünkendorf (bei Pritzwalk) 1433. Später wurden zahlreiche weitere Güter erworben. Ein Zweig gelangte nach Pommern und erwarb Besitz in Elbershagen bei Regenwalde, ein weiterer zu Dargelütz (heute Ortsteil von Parchim) im Herzogtum Mecklenburg-Schwerin.
Im Einschreibebuch des Klosters Dobbertin befinden sich drei Eintragungen von Töchtern der Familien von Möllendorff aus Dargelütz und Brünkendorf aus den Jahren 1734–1771 zur Aufnahme in das dortige adelige Damenstift.
Wegen der Namensgleichheit mit dem erloschenen Geschlecht von Möllendorff (Spitzenwappen) ist eine sichere Zuordnung der älteren Namensträger, sofern kein persönliches Wappen überliefert ist, schwierig. Mit großer Wahrscheinlichkeit gehört Henning von Moellendorff, der 1572 zu Cölln an der Spree vom brandenburgischen Kurfürsten Johann Georg zum Hauptmann der Leibwache ernannt wurde, zu dem Geschlecht mit dem Leuchterwappen. Ebenso ist Curt von Moellendorff dieser Familie zuzuordnen. Er wurde 1620 zum Rittmeister über die prignitzschen und ruppinischen Ritterdienste ernannt.
Wichard Ernst Friedrich von Moellendorff (1796–1880) war Besitzer des Fideikommiss Krampfer (heute Ortsteil von Plattenburg), zu dem bis zur Mitte des 19. Jahrhunderts auch Klein-Gottschow und Simonshagen (heute beides Teile von Groß Pankow (Prignitz)) gehörten. Nachkommen von ihm besaßen auch die Güter Horst und Blumenthal (heute Ortsteile von Heiligengrabe). Diese Besitzungen konnten bis zur Bodenreform gehalten werden. Horst und Blumenthal waren ebenso als Familienfideikommiss ausgestattet. Letzte Vertreter vor Ort war der Major Friedrich Wichard (1870–1932) und seine Kinder Wichard und Leonhard (1918–1945).
Hartwich Friedrich von Moellendorff aus dem Haus Lindenberg war Kommandeur eines preußischen Grenadierbataillons. Er fiel im Siebenjährigen Krieg 1757 in der Schlacht bei Kolin. Sein jüngerer Bruder Wichard Joachim Heinrich von Moellendorff, geboren 1724 auf dem väterlichen Gut Lindenberg, starb 1816 als preußischer Generalfeldmarschall. Aus seinen Besitzungen stiftete er ein Familien-Majorat mit der Herrschaft Cumlosen und dem Schloss Gadow (Westprignitz), zu dem auch die in Pommern gelegene Herrschaft Elbershagen kam. Da der Generalfeldmarschall unverheiratet war, hatte er lange vor seinem Tod einen Neffen, den in seinem Regiment dienenden Leutnant Wichard von Bonin, adoptiert und zum Erben seiner Güter erklärt. Dieser führte bereits mit königlicher Erlaubnis den Namen Bonin von Moellendorff, jedoch fiel er 1813 als Hauptmann der kurmärkischen Landwehr in der Schlacht bei Hagelberg.

### Wilamowitz-Moellendorff
Wichard von Möllendorff adoptierte daraufhin 1813 die drei Söhne Hugo, Ottocar und Arnold von Wilamowitz seiner Großnichte Ernestine von Bonin, einer Schwester des gefallenen Hauptmanns von Bonin, die mit dem königlich-preußischen Major außer Dienst Theodor von Wilamowitz verheiratet war. Sie begründeten die Linien der Freiherren und Grafen von Wilamowitz-Moellendorff. Am 4. Mai 1815 erhielten sie die königliche Erlaubnis, sich Wilamowitz-Moellendorff zu nennen und ein aus ihrem angestammten und dem moellendorffschen kombiniertes Wappen zu führen.

## Wappen
Das Wappen zeigt einen dreiarmigen goldenen Leuchter auf rotem (manchmal blauem oder gespalten blauem und silbernem) Grund. Auf dem Helm mit rot-goldenen Decken zwei wachsende geharnischte Arme, die pfahlweise gestellte Welle eines silbernen Wassermühlrades am oberen Ende haltend.

## Bekannte Familienmitglieder

### Möllendorff, Moellendorff
- Arndt von Möllendorff (vor 1579 – zwischen 1621 und 1628), Herr auf Dargelütz, und Provisor im Kloster Dobbertin
- Wichard von Möllendorff (General) (1724–1816), preußischer Generalfeldmarschall
- Karl Hartwig Friedrich von Möllendorf (1743–1801), preußischer Major und Träger des Ordens Pour le Mérite
- Georg von Möllendorff (1811–1861), Ökonomie-Kommissionsrat
- Paul Georg von Möllendorff (1847–1901), deutscher Sprachwissenschaftler und Diplomat
- Otto Franz von Möllendorff (1848–1903), deutscher Zoologe und Diplomat
- Willy von Möllendorff (1872–1934), auch Willi Möllendorf, deutscher Komponist
- Wichard von Moellendorff (Ingenieur) (1881–1937), deutscher Ingenieur und Wirtschaftstheoretiker
- Wilhelm von Möllendorff (1887–1944), deutscher Anatom
- Horst von Möllendorff (1906–1992), deutscher Pressezeichner und Karikaturist
- Wolf von Möllendorff (1908–1992), deutscher Architekt
- Else von Möllendorff (1912–1982), deutsche Schauspielerin
- Ulrike von Möllendorff (1939–2017), deutsche Journalistin und Fernsehmoderatorin
- Pamela von Möllendorff (* 1963), Frau des Peter von Möllendorff, geborener Sabaß-Eichhoff (* 1963), deutscher Altphilologe

### Wilamowitz-Moellendorff
- Wichard von Wilamowitz-Moellendorff der Ältere (1835–1905), deutscher Offizier, Fideikommissherr und Parlamentarier
- Hugo von Wilamowitz-Moellendorff (1840–1905), deutscher Gutsbesitzer, Politiker und Oberpräsident der Provinz Posen
- Ulrich von Wilamowitz-Moellendorff (1848–1931), deutscher Philologe
- Fanny von Wilamowitz-Moellendorff (1882–1958), schwedische Schriftstellerin
- Tycho von Wilamowitz-Moellendorff (1885–1914), deutscher Altphilologe